# 金玉潰し

## 性的プレイ
睾丸に強い刺激が加わると、通常の男性であれば下腹部を強打した際の痛みと同等か、それ以上の痛みを受ける。この痛みは男性が日常的に受ける物理的な痛みとして強いものに分類され、本能的にこの痛みを回避しようとする習性を持っているが、あえてこれを好む者もいる。所謂M指向といわれる男性は女性の攻撃が増すにつれて性的な刺激が増幅し、
ペニスが勃起する傾向にある。
この種のプレイに適した時期は、陰嚢が柔軟にぶらぶらしている勃起前あるいは勃起して直ぐの状態が好ましく、陰嚢が小さく固まってしまっている射精直前の状態にはあまり向かない。

### 引っ張る
性的刺激が高まり射精が近づくと陰嚢が小さく固まるが、このとき小さく固まった陰嚢を男性の体から離すように引っ張り睾丸の緊張を解くことにより、射精に至る時間を延ばすことができる。これは痛みを与える目的で行われるものではなく、男性により長く快感を与える手法である。また、射精時に睾丸を体から離すように引っ張ると、しばしば射精を阻止することもできる。

### 握り潰し
睾丸の機能を潰さない程度のものは、手で睾丸を掴んで力を加えるという方法が一般的であり、行う側は相手に対し悪意を持たない場合も多い。それは単なる悪ふざけであったり、性的興奮を求めて行われる行為であったりするからである。
この場合、加える力を調整しながら相手の睾丸を刺激する。陰茎も同時に握ることが多々あり、この場合は二つの睾丸の中央に陰茎が食い込む形になることが一般的であるが、状況によっては二つの睾丸が接触した状態で陰茎が脇に反れ、力の加わりが不規則になるため刺激の伝達にバリエーションが見られる。また、睾丸の裏に存在する、精管、血管、リンパ管などを含んだ管と睾丸本体の結合点あたりを刺激されると激痛が走ることが多い。同じく、睾丸の上に覆いかぶさるように存在する副睾丸への刺激も、激しい痛みを伴うことが多い。

### 金蹴りプレイ
睾丸を蹴ったり、踏むことにより男性に苦痛を与えるプレイを金蹴りプレイという。これはアダルトビデオでも人気のプレイのひとつで、主にAV男優が睾丸を蹴られて、悲鳴を上げたり苦悶の表情で転げ回る様を観賞して楽しむものである。
また、多くの格闘技ではスポーツとしての危険回避のため金蹴りを禁じているが、女性向けの護身術講座では痴漢への効果的な反撃方法のひとつとして金蹴りを取り入れているものもある。

### 殴打プレイ
睾丸を拳骨や平手で殴るプレイ。これも殴打の程度によるが拳骨の場合は打撃力が増しダメージが大きくなる。平手の場合は局地的な痛みを伴う。

## 機能喪失
睾丸の機能を潰すことを目的で行われる行為は、大部分が拷問や私刑の一環として古くから行われてきた。道具を用いて物理的に睾丸を潰してしまう方法があり、そのための専用の道具も存在する。睾丸は強固な膜で守られているので、よほどのことがない限り破裂しない。しかし、仮に限界を超える加圧が起こると、睾丸の表面を形作っている強靭な膜、白膜（はくまく）が裂け、睾丸内部に詰まっている精細管などの実質が、その裂け目から陰嚢（金玉袋）の中に飛び散る。白膜が裂けてしまった場合、早急な医療処置をとらなければ、最悪の場合、睾丸を摘出する必要も出てくる。
睾丸には多くの血管が通っており、睾丸を潰した後には適切な止血措置を行わないと死に至る場合もある。また、睾丸は精子を産生する重要な器官であるため子供を作る前に睾丸の機能を失うと子孫を残せなくなる。